# ロシア車

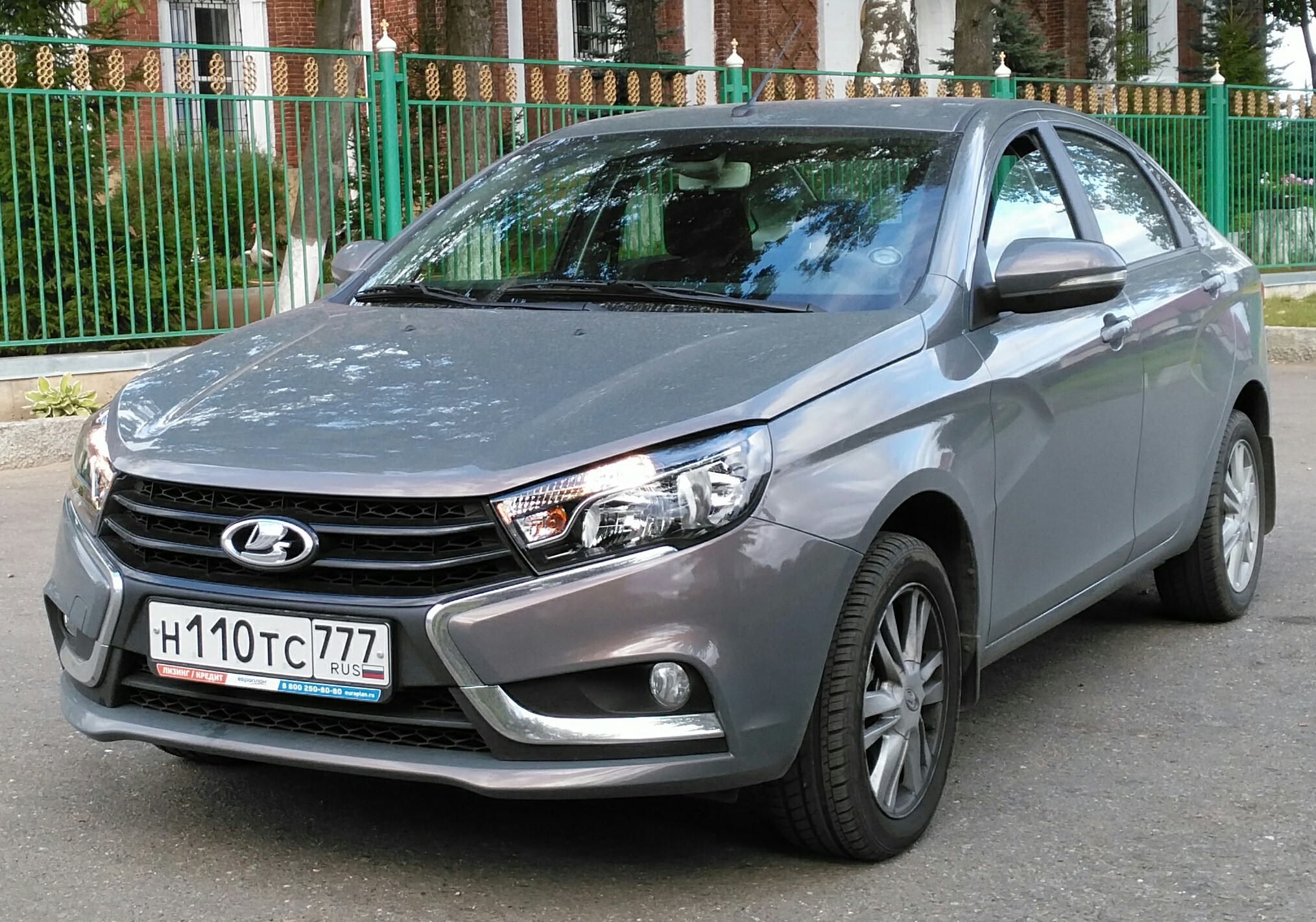
ラーダ・ヴェスタ

ロシア車（ロシアしゃ、Russian Car）は、ロシアで製造される自動車（ロシア製自動車）、もしくはロシアを本拠とするメーカー及びブランドにより販売される自動車（ロシアブランド車）の事である。 ロシアでは、2018年度に1,767,674台の自動車が製造されており、同年度における自動車製造量の国別のランキングで13位を記録し、世界の自動車製造量の1.8％を占める。